# Psykologisk skräck
Psykologisk skräck är en fiktiv genre av skräckfilm och skräckspel, där man fokuserar på den psykologiska och känslomässiga instabiliteten i karaktären för att skrämma sin publik. Skillnaden är att i traditionell skräck härrör rädslan från motvilja till blod och våld, medan i den psykologiska skräck rädslan genereras från sårbarheten i det mänskliga medvetandet till en viss situation eller någon obehaglig känsla, vanligtvis orsakad av en underförstådd situation.
Det finns gott om exempel på framstående filmer inom genren psykologisk skräck, däribland Ju-On, Hide and Seek, Ringu, One Missed Call, Dead Silence, Silent House och Det.
När det gäller elektroniska spel kan man citera Silent Hill, Fatal Frame, F.E.A.R., Alice: Madness Returns, Slender, Amnesia: The Dark Descent, Alan Wake, Doom och Doki Doki Literature Club.